# بهرغ (تخت بندر عباس)
بهرغ (بالفارسية: بهرغ) هي قرية تقع في إيران في قسم تخت الريفي. يقدر عدد سكانها بـ 190 نسمة بحسب إحصاء 2016.